# La Chaize-le-Vicomte
La Chaize-le-Vicomte è un comune francese di 3 397 abitanti situato nel dipartimento della Vandea nella regione dei Paesi della Loira.

## Società

### Evoluzione demografica
Abitanti censiti